# 青山村 (大分県)
青山村（あおやまむら）は、大分県南海部郡にあった村。現在の佐伯市青山にあたる。

## 地理
- 山岳：場照山 (661m)、神楽山 (542m)
- 河川：堅田川、黒沢川、山口川

## 歴史
江戸時代には堅田村の一部であり、市福所・川井・黒沢・谷川・山口・棚野はいずれも堅田村組の枝郷であった（棚野は天領、他は佐伯藩領）。

### 沿革
- 1875年（明治8年）3月13日 - 大分県による村落統合にともない、市福所村・川井村・黒沢村・棚野村・谷川村・山口村の計6か村が合併して海部郡青山村が成立。
- 1878年（明治11年）11月1日 - 郡区町村編制法施行にともなう海部郡の分割により、南海部郡青山村となる。
- 1889年（明治22年）4月1日 - 町村制施行にともない、青山村が単独で村制施行し新制の青山村が発足。
- 1955年（昭和30年）3月31日 - 木立村・下堅田村と共に佐伯市に編入される。